# Nephroma
Nephroma Ach. (pawężniczka ) – rodzaj grzybów z rodziny pawężniczkowatych (Nephromataceae). Ze względu na współżycie z glonami zaliczany jest do grupy porostów.

## Systematyka i nazewnictwo
Pozycja w klasyfikacji według Index Fungorum: Nephromataceae, Peltigerales, Lecanoromycetidae, Lecanoromycetes, Pezizomycotina, Ascomycota, Fungi.
Synonimy nazwy naukowej: Dermatodea Vent., 
Nephromatomyces E.A. Thomas, 
Nephromiomyces E.A. Thomas ex Cif. & Tomas., 
Nephromium Nyl., 
Opisteria (Ach.) Vain., 
Ornatinephroma Gyeln., 
Peltidea subdiv. Opisteria Ach..
Nazwa polska według W. Fałtynowicza.

## Gatunki występujące w Polsce
- Nephroma arcticum (L.) Torss. 1843 – pawężniczka arktyczna
- Nephroma bellum (Spreng.) Tuck. 1841[4] – pawężniczka gładka
- Nephroma expallidum (Nyl.) Nyl. 1865[4] – pawężniczka jaśniejsza
- Nephroma laevigatum Ach. 1814 – pawężniczka zachodnia
- Nephroma parile (Ach.) Ach. 1810 – pawężniczka sorediowa
- Nephroma resupinatum (L.) Ach. 1810 – pawężniczka odwrócona

Nazwy naukowe na podstawie Index Fungorum.  Nazwy polskie według W. Fałtynowicza.